# 磯部彰
磯部 彰（いそべ あきら、1950年 - ）は、日本の中国文学者、東北大学名誉教授。東アジア文化史も専門。
東京学芸大学社会科教育専攻卒業。1981年東北大学大学院文学研究科中国文学専攻博士後期課程単位取得退学、富山大学人文学部専任講師、1984年助教授、1991年「「西遊記」形成史の研究」で文学博士（東北大）。1993年富山大学教授、1996年10月東北大学文学研究科教授。東北アジア研究センター教授を兼任。2016年3月東北大学定年退職、同年名誉教授。

## 著書
- 『「西遊記」形成史の研究』 創文社、1993、東洋学叢書
- 『「西遊記」受容史の研究』 多賀出版、1995
- 『「西遊記」資料の研究』 東北大学出版会、2007
- 『旅行く孫悟空 東アジアの西遊記』 塙書房、2011
- 『東アジア典籍文化研究』 塙書房、2013

### 編著
- 『中国地方劇初探』編著、多賀出版、1992
- 『東アジアの出版と地域文化 むかしの本のものがたり』編、汲古書院、2008
- 『大阪府立中之島図書館蔵 「昇平宝筏」』第1-10本　編著、東北大学出版会、2013

### 翻訳
- 『大唐三蔵取経詩話 大倉文化財団蔵 宋版』太田辰夫共訳、汲古書院、1997

## 参考
- 東北大学東北アジア研究センター
- セブンネット